# یواس‌اس ولوسیپید (اس‌پی-۱۲۵۸)
یواس‌اس ولوسیپید (اس‌پی-۱۲۵۸) (به انگلیسی: USS Velocipede (SP-1258)) یک کشتی بود که طول آن ۶۰ فوت ۰ اینچ (۱۸٫۲۹ متر) بود. این کشتی در سال ۱۹۱۷ ساخته شد.